# قرار مجلس الأمن التابع للأمم المتحدة رقم 1849
قرار مجلس الأمن التابع للأمم المتحدة رقم 1849 المتخذ بالاجماع في 12 ديسمبر 2008.

## القرار
لتمكين المحكمة الجنائية الدولية ليوغوسلافيا السابقة من الوفاء باستراتيجيتها للإنجاز، أذن مجلس الأمن للأمين العام بأن يعين، كتدبير مؤقت وفي حدود الموارد المتاحة، قضاة مخصصين إضافيين للمحكمة، من أجل إكمال المحاكمات الحالية أو إجراء محاكمات إضافية.
بموجب القرار 1849 (2008)، المتخذ بالإجماع، سيتجاوز العدد الإجمالي للقضاة المخصصين مؤقتًا الحد الأقصى البالغ 12 قاضياً المنصوص عليه في النظام الأساسي للمحكمة، إلى 16 قاضياً كحد أقصى في أي وقت، مع العودة إلى الحد الأقصى 12 بحلول 28 فبراير 2009.
في ظل وجود 14 قاضيا مخصصا مكلفا حاليا بقضايا في المحكمة، تم تكليف ثلاثة منهم بقضية من المتوقع أن تنتهي بحلول 12 شباط / فبراير 2009، من المتوقع أن تعين المحكمة قاضيا مخصصا آخر للنظر في قضية من المقرر أن تبدأ في 15 كانون الأول / ديسمبر 2008. سيرفع هذا العدد الإجمالي للقضاة المخصصين إلى 15 قاضياً حتى 12 شباط / فبراير 2009.

## روابط خارجية
- Text of the Resolution at undocs.org